# Comunidade Quilombola Lagoa do Peixe
Lagoa do Peixe é uma comunidade remanescente de quilombo, população tradicional brasileira, localizada no município brasileiro de Bom Jesus da Lapa, na Bahia. A comunidade de Lagoa do Peixe é formada por uma população de 150 famílias, distribuídas em uma área de 6.695 hectares. O território foi certificado como remanescente de quilombo (reminiscências históricas de antigos quilombos), pela Fundação Cultural Palmares, Portaria n° 35/2004.
Esta comunidade teve o Relatório Técnico de Identificação e Delimitação publicado em 2006 (etapa da regularização fundiária), mas ainda está com a situação fundiária em análise (não titulada) no INCRA. O decreto de desapropriação das terras ocupadas pela comunidade foi publicado em 27/11/2009, de modo que, após indenização aos proprietários, sua posse pudesse ser passada para a associação da comunidade quilombola de Lagoa do Peixe. A regularização fundiária já aconteceu.
Em 2015, a comunidade recebeu três kits de irrigação para melhoria de suas condições de trabalho, financiadas pela Codevasf.

## Tombamento
O tombamento de quilombos é previsto pela Constituição Brasileira de 1988, bastando a certificação pela Fundação Cultural Palmares:
Art. 216. Constituem patrimônio cultural brasileiro os bens de natureza material e imaterial, tomados individualmente ou em conjunto, portadores de referência à identidade, à ação, à memória dos diferentes grupos formadores da sociedade brasileira [...]
§ 5º Ficam tombados todos os documentos e os sítios detentores de reminiscências históricas dos antigos quilombos.
Portanto, a comunidade quilombola de Lagoa do Peixe é um patrimônio cultural brasileiro, tendo em vista que recebeu a certificação de ser uma "reminiscência histórica de antigo quilombo" da Fundação Cultural Palmares no ano de 2004.

## Situação territorial
A falta do título da terra (regularização fundiária) cria para as comunidades quilombolas uma dificuldade de desenvolver a agricultura, além dos conflitos com os fazendeiros de suas regiões e a impossibilidade de solicitar políticas sociais e urbanas para melhorias de condições de vida, como infraestrutura urbana de redes de energia, água e esgoto.
Seus moradores e líderes vêm participando de diferentes eventos de formação em agricultura e liderança.
Povos Tradicionais ou Comunidades Tradicionais são grupos que possuem uma cultura diferenciada da cultura predominante local, que mantêm um modo de vida intimamente ligado ao meio ambiente natural em que vivem. Através de formas próprias: de organização social, do uso do território e dos recursos naturais (com relação de subsistência), sua reprodução sócio-cultural-religiosa utiliza conhecimentos transmitidos oralmente e na prática cotidiana.